# 单板机

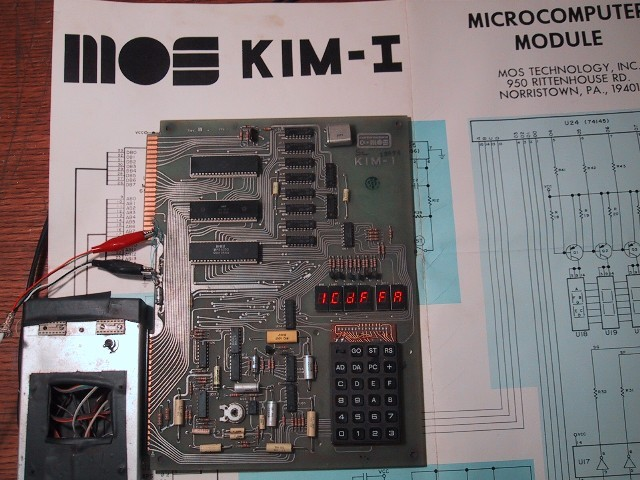
最早的單板微電腦之一， MOS Technology 公司的 KIM-1， 1976 年首次推出， CPU 是 MOS 公司的 6502

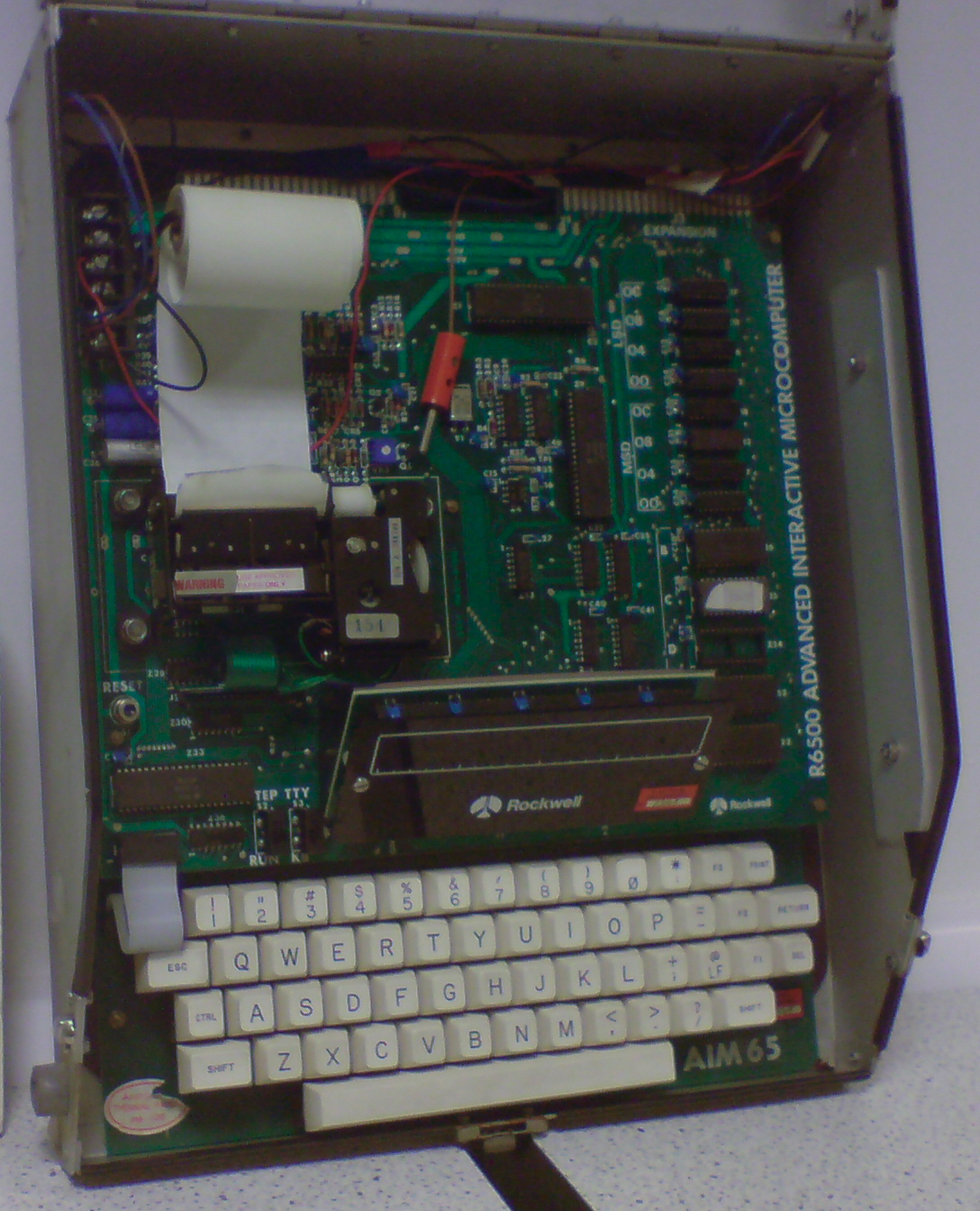
最早的單板微電腦之二， Rockwell 公司的 AIM-65， 1976 年首次推出， CPU 也是 6502

单板机，或称单板电脑（英語：Single-board Computer, SBC），是计算机的一种形式，将计算机的各个部分都组装在一块印制电路板上，包括微处理器、存储器、输入输出接口，还有简单的七段发光二极管显示器、小键盘、插座等其他外部设备。功能比单片机强，适于进行生产过程的控制。可以直接在实验板上操作，适用于教学。
全亞公司於1977年在台灣推出以 Zilog Z80 為中央處理器的單板微電腦學習機，型號 EDU-80。
目前，由英國樹莓派基金會開發的微型單板電腦樹莓派在單板機類中最受喜愛。